# Червонный валет (карта)
Черво́нный вале́т (англ. Jack of hearts; фр. Valet de cœur) — игральная карта, встречающаяся во всех вариациях французской колоды. Принадлежит к червонной масти, по старшинству занимает место между червонной десяткой и червонной дамой.

## Образ
Червонным валетом, по М. Е. Салтыкову-Щедрину, следовало называть «существо, изнемогающее под бременем праздности и пьяной тоски, живущее со дня на день, лишённое всякой устойчивости для борьбы с жизнью и не признающее никаких жизненных задач, кроме удовлетворения минуты».
Червонный Валет — один из персонажей «Алисы в Стране чудес» Льюиса Кэрролла, а также главный герой одноимённой драмы Марины Цветаевой. Название «Червонный валет» получил и один из последних рассказов Константина Станюковича.
Во второй половине XIX века в России действовала банда «Червонные валеты», с которой была связана, в частности, Сонька-Золотая ручка.

## Галерея

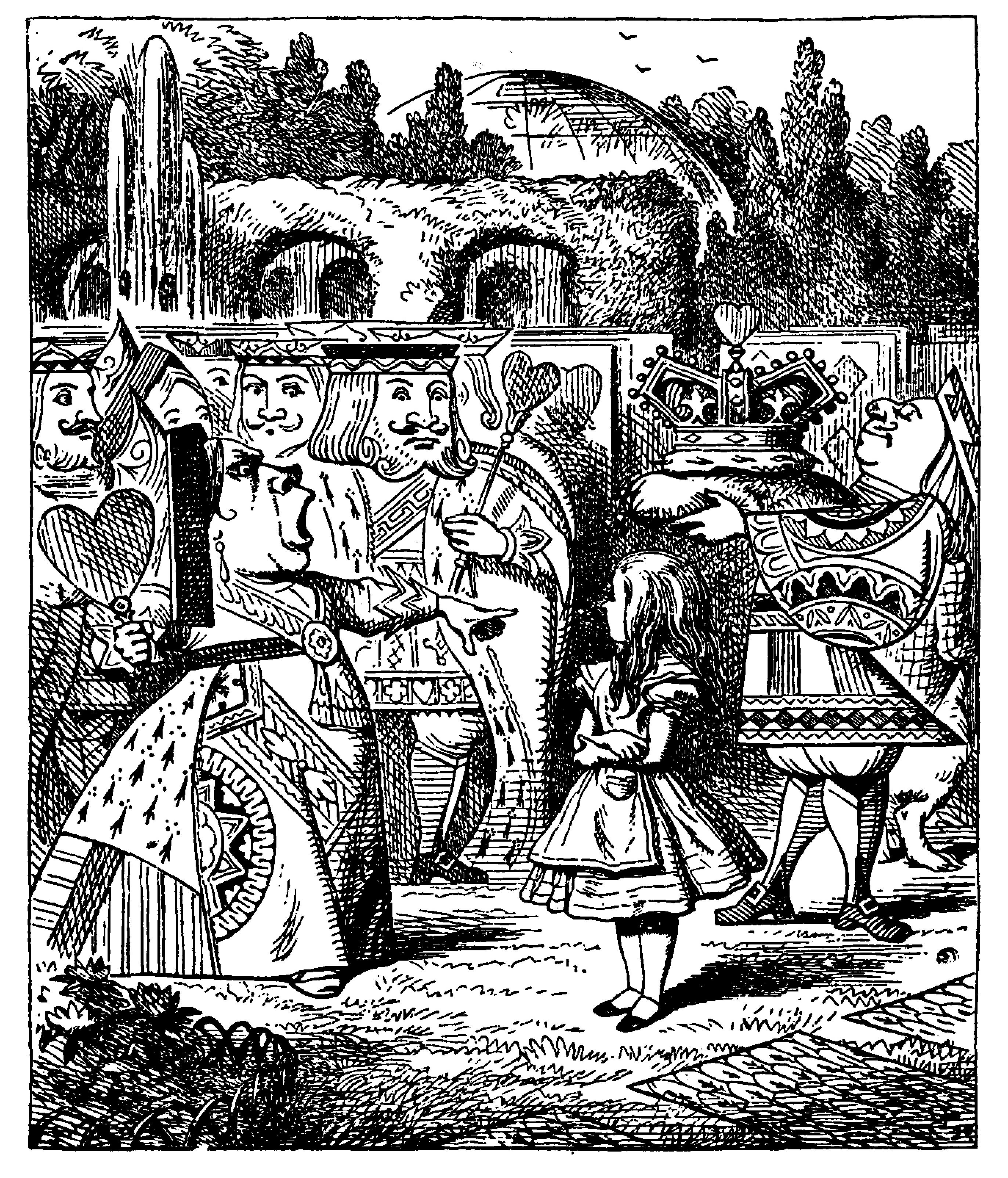
Иллюстрация к «Алисе в Стране чудес» Льюиса Кэрролла 1869 года. Крайний справа — червонный валет
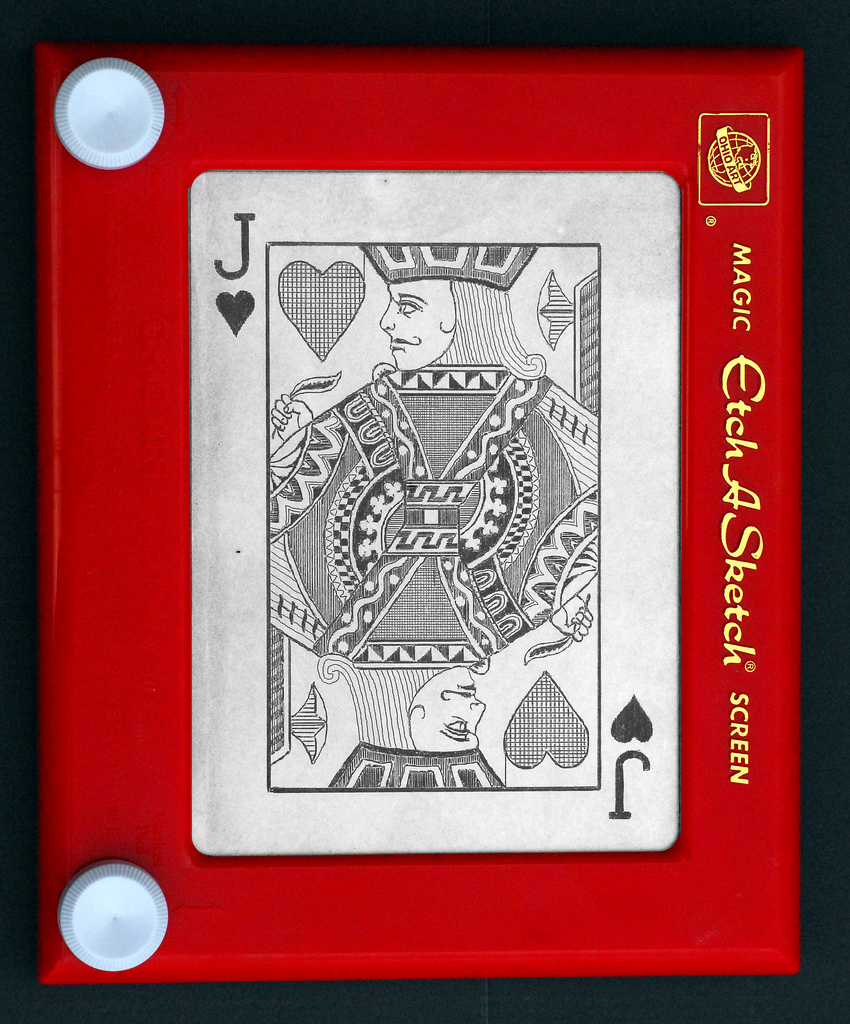
Изображение червонного валета на коробке с колодой карт
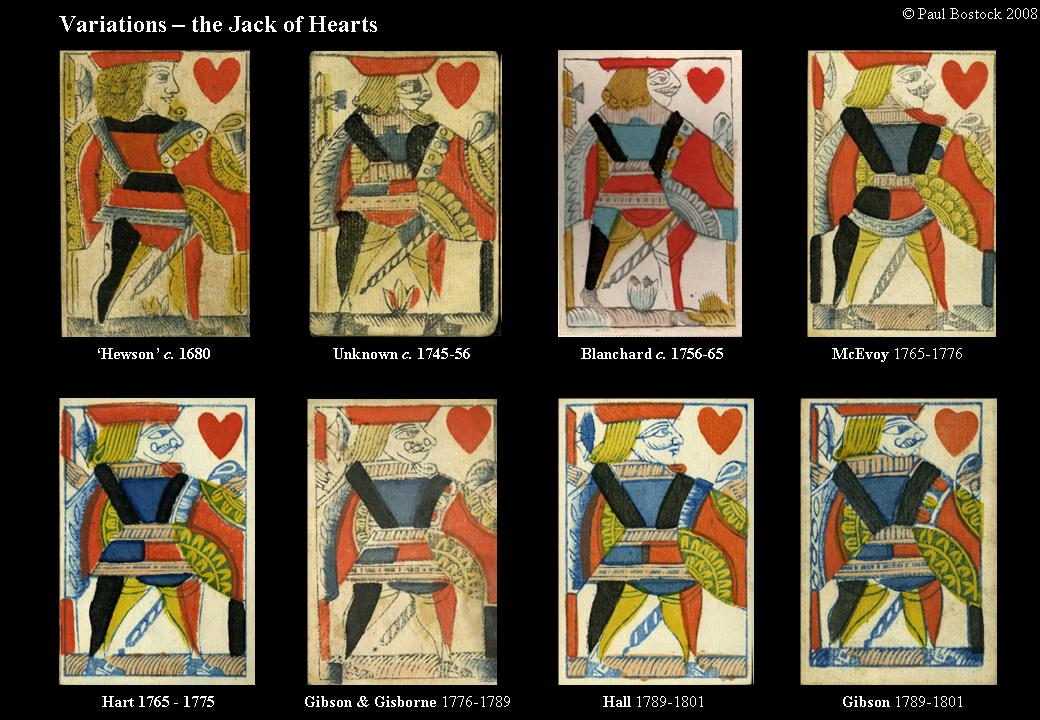
Варианты изображения червонного валета в XVII—XIX веках
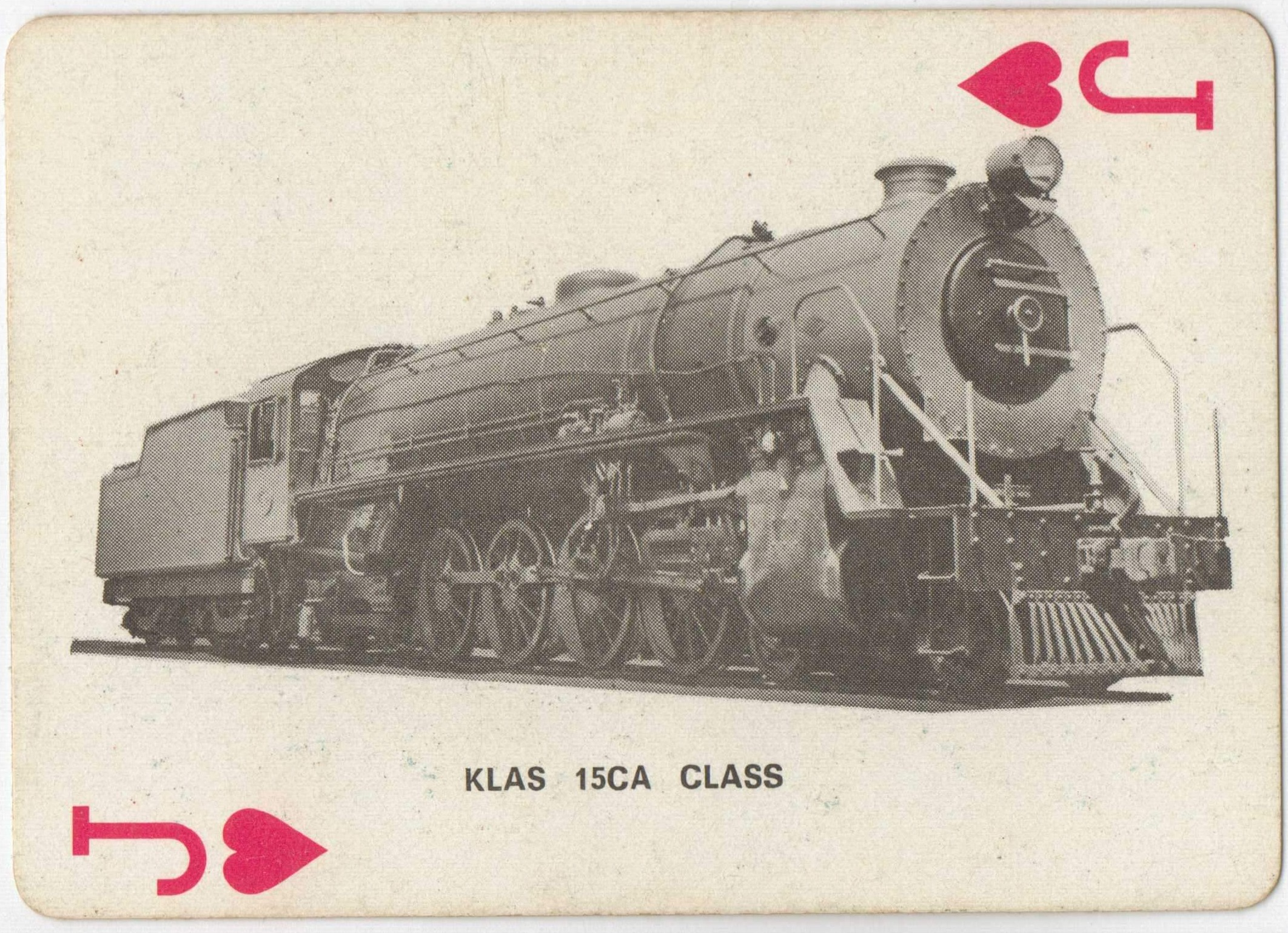
Червонный валет с изображением локомотива. Сувенирная колода